# نائوکی کاوانو
نائوکی کاوانو (انگلیسی: Naoki Kawano؛ زادهٔ ۲۲ فوریهٔ ۱۹۸۲) بازیگر، موسیقی‌دان اهل ژاپن است.
از فیلم‌ها یا برنامه‌های تلویزیونی که وی در آن نقش داشته‌است می‌توان به گل و مار: صفر اشاره کرد.